# Decemviri stlitibus iudicandis
Decemviri stlitibus iudicandis was in de Romeinse Republiek de naam van een college van tien magistraten van lagere rang. Ze vormden een onderdeel van het overkoepelende college der Vigintisexviri.

## Geschiedenis
Als het waar is dat zij mogen geïdentificeerd worden met de iudices decemviri (in de Leges Valeriae Horatiae, uit 449 v.Chr.), dan bestonden zij reeds in de 5e eeuw v.Chr. Volgens andere bronnen zou het college echter pas ingesteld zijn tussen 242 en 227 v.Chr.

## Functiebeschrijving
Vermoedelijk fungeerden zij aanvankelijk als juridische adviseurs van de tribuni plebis in de gevallen waartegen deze hun veto wensten uit te spreken. Later bleven zij in functie en kregen zij wellicht de zaken te behandelen waarin zij een specifieke bevoegdheid hadden verkregen. 
 Zij vormden een permanent gerechtshof met bevoegdheid in de causae liberales, in verband met de betwisting van het burgerrecht van particulieren.
Onder keizer Augustus kwam er een wijziging in hun werkkring, zodat zij voortaan als voorzitters van de centumviri werden aangesteld.